# Montuosa caura
Montuosa caura är en tvåvingeart som beskrevs av Chao och Zhou 1996. Montuosa caura ingår i släktet Montuosa och familjen parasitflugor. Inga underarter finns listade i Catalogue of Life.